# バチカンに眠る織田信長の夢
『バチカンに眠る織田信長の夢』（バチカンにねむるおだのぶながのゆめ）は2007年1月29日にTBSで放映されたスペシャルテレビ番組で、マイクロソフトプレゼンツ歴史ミステリーとして放送した。放送時間月曜午後9時から2時間放送した。

司会は爆笑問題。ナビゲーターとして俳優の加藤雅也を起用した。

## 概要
戦国大名織田信長の戦略を分析し、信長が築城した安土城に本能寺の変の真実が描かれているとした。本能寺の変には黒幕が存在すると分析し、従来の朝廷黒幕説、足利義昭黒幕説、バテレン黒幕説のほか、関白近衛前久黒幕説を提示した。その論拠として、信長が狩野永徳に描かせ、天正遣欧使節らによってローマに運ばれた安土城絵図屏風があるとし、ナビゲーターの加藤はそれを求めてバチカンへとわたる。

## スタジオ出演
司会
- 爆笑問題（田中裕二・太田光）

アシスタント
- 小林麻耶（TBSアナウンサー、当時）

ゲスト
- 山本寛斎
- 片瀬那奈
- 井沢元彦

## ドラマ出演
キャスト
- 加藤雅也：ナビゲーター/織田信長
- 串田和美：岡部又右衛門（熱田神宮の宮大工）
- 篠井英介：近衛前久
- 津田寛治：岡部以俊（岡部又右衛門の息子）
- 白井晃：明智光秀
- 斉木しげる：細川藤孝
- 大谷亮介：足利義昭
- 二瓶鮫一：狩野永徳
- 中村万隆：誠仁親王
- ビビる大木：羽柴秀吉

ナレーター
- 遠藤憲一